# Diego Simonet
Diego Esteban Simonet (Buenos Aires, 1989. december 26. –) argentin válogatott kézilabdázó, jelenleg a Montpellier Handball játékosa.
Két testvére, Sebastián Simonet és Pablo Simonet szintén válogatott kézilabdázó.

## Pályafutása
Diego Simonet Argentínában a Sociedad Alemana de Villa Ballester csapatánál kezdett kézilabdázni. Egy évet játszott Brazíliában is, majd 2009-ben Európába igazolt, és a spanyol első osztályban szereplő CB Torrevieja játékosa lett. 2011-től bátyjával, Sebastián Simonettel együtt a francia élvonalban szereplő US Ivry HB játékosa lett. Jelenlegi csapatában a Montpellier Handballban 2013 óta játszik. Itt francia ligakupát és kupát nyert, valamint 2018-ban Bajnokok Ligája győztes lett, ahol a Final Four legértékesebb játékosának választották. Simonet lett az első argentin Bajnokok Ligája győztes kézilabdázó.
Az argentin válogatottban 2010 óta játszik. Nyert Pánamerika-bajnokságot, részt vett világbajnokságokon, és a 2012-es londoni olimpián. A 2013-as világbajnokságon együtt szerepelhetett két testvérével az argentin válogatottban. A 2016-os rioi olimpiáról sérülés miatt lemaradt.

## Sikerei
- Bajnokok Ligája győztes: 2018
- Francia ligakupa győztese: 2014, 2016
- Francia kupa győztese: 2016

- Bajnokok Ligája legértékesebb játékosa: 2018